# Brunn, Mecklenburgische Seenplatte
Brunn là một đô thị ở huyện Mecklenburgische Seenplatte (trước thuộc huyện Mecklenburg-Strelitz), bang Mecklenburg-Vorpommern, Đức. Đô thị này có diện tích 47,68 km², dân số thời điểm 31 tháng 12 là 1191 người.